# Право людини на воду та санітарію
Право людини на воду та санітарію (HRWS) — це принцип, який стверджує, що чиста питна вода та санітарія є універсальними правами людини через їх велике значення для підтримки життя кожної людини. 28 липня 2010 року Генеральна Асамблея ООН визнала це право людини HRWS було визнано міжнародним правом через договори про права людини, декларації та інші стандарти. Деякі коментатори обґрунтували існування універсального права людини на воду на підставах, незалежних від резолюції Генеральної Асамблеї 2010 року, таких як стаття 11.1 Міжнародного пакту про економічні, соціальні та культурні права (МПЕСКП); серед цих коментаторів ті, хто погоджуються з існуванням міжнародного ius cogens і вважають, що він включає положення Пакту, вважають, що таке право є загальнообов'язковим принципом міжнародного права. Інші договори, які прямо визнають HRWS, включають Конвенцію про ліквідацію всіх форм дискримінації щодо жінок (CEDAW) 1979 року та Конвенцію про права дитини (CRC) 1989 року.
Найбільш чітке визначення права людини на воду дав Комітет ООН з економічних, соціальних і культурних прав у Загальному коментарі 15, розробленому в 2002 році. Це було необов'язкове тлумачення, згідно з яким доступ до води є умовою здійснення права на достатній рівень життя, нерозривно пов'язаного з правом на найвищий досяжний рівень здоров'я, а отже, є правом людини. У ньому говорилося: «Право людини на воду дає кожному право на достатню, безпечну, прийнятну, фізично доступну та доступну воду для особистого та домашнього використання».
Перші резолюції про HRWS були прийняті Генеральною Асамблеєю ООН і Радою ООН з прав людини в 2010 році. Вони заявили, що існує право людини на санітарію, пов'язане з правом людини на воду, оскільки відсутність санітарії погіршує якість води вниз за течією, тому подальші дискусії продовжували наголошувати на обох правах разом. У липні 2010 року Генеральна Асамблея Організації Об'єднаних Націй (ООН) у Резолюції 64/292 знову підтвердила право людини отримувати безпечну, недорогу та чисту доступну воду та санітарні послуги. Під час цієї Генеральної асамблеї було заявлено, що для розуміння насолоди життям і всіх прав людини безпечна і чиста питна вода, а також санітарія визнаються як права людини. Затвердження Резолюцією 64/292 Генеральної Асамблеї вільного права людини на доступ до безпечної та чистої питної води та санітарних умов піднімає питання щодо прав уряду на контроль та відповідальності за забезпечення цієї води та санітарних умов. Програма розвитку ООН заявила, що широке визнання важливості доступу до надійної та чистої води та санітарних послуг сприятиме широкому поширенню досягнення здорового та повноцінного життя. Переглянута резолюція ООН у 2015 році підкреслила, що ці два права є окремими, але рівними.
HRWS зобов'язує уряди забезпечити, щоб люди могли користуватися якісною, доступною, прийнятною, доступною та недорогою водою та санітарією. Доступність води враховує ступінь, до якого вартість води стає гальмівною, що вимагає від людини пожертвувати доступом до інших основних товарів і послуг. Загалом емпіричне правило щодо доступності води полягає в тому, що вона не повинна перевищувати 3–5 % доходу домогосподарств. Доступність води враховує витрати часу, зручність доступу до джерела та ризики, пов'язані з доступом до джерела води. Вода має бути доступною для кожного громадянина, тобто вода не повинна бути далі ніж 1000 метрів або 3280 футів і повинна бути протягом 30 хвилин. Наявність води визначає, чи доступна вода в достатній кількості, чи є вона надійною та стабільною. Якість води визначає, чи безпечна вода для споживання, у тому числі для пиття чи інших видів діяльності. Для того, щоб вода була прийнятною, вона не повинна мати запаху і кольору.
У Бахмуті бої дуже жорстокі, ніхто з певністю не може спрогнозувати завтрашнього дня. Але просунувшись до колії, станції й елеватора, московити застопорилися. Уже встигли повідомити про захоплення вокзалу, але незабаром їх звідти викурили ЗСУ. Чи ця тенденція успішних контратак матиме продовження, невідомо. Але в москалоти сьогодні і вчора може виявитися значно більше загиблих, ніж фіксує наш Генштаб. Там ЗСУ відпрацювали нову, згубну для ворога тактику — були підірвані будівлі, в яких отаборилися орки й звідки вели обстріли та атаки. А ще сьогодні в Бахмуті та околицях лише за підтвердженими даними захопили до 40 полонених ваньок. Це явно не колишні чмобіки. Хоча й не та, що була на початку війни, але все ж десантура й інші кадрові військові.
МПЕСКП вимагає від країн-учасниць поступово досягати та поважати всі права людини, включно з правами на воду та санітарію. Вони повинні працювати швидко й ефективно, щоб збільшити доступ і покращити обслуговування.

## Міжнародний контекст
Спільна програма моніторингу водопостачання та санітарії ВООЗ / ЮНІСЕФ повідомила, що у 2015 році 663 мільйони людей не мали доступу до покращених джерел питної води, а понад 2,4 мільярда людей не мали доступу до основних санітарних послуг. Доступ до чистої води є серйозною проблемою для багатьох частин світу. До прийнятних джерел належать «домогосподарські підключення, громадські стояки, свердловини, захищені викопані колодязі, захищені джерела та збірники дощової води». Хоча 9 відсотків населення планети не мають доступу до води, є «регіони з особливою затримкою, такі як Африка на південь від Сахари». Крім того, ООН наголошує, що «близько 1,5 мільйона дітей віком до п'яти років щороку помирають і 443 мільйони шкільних днів втрачаються через захворювання, пов'язані з водопостачанням та санітарією».

## Правові основи та визнання
Міжнародний пакт про економічні, соціальні та культурні права (МПЕСКП) 1966 року кодифікував економічні, соціальні та культурні права, які містяться в Загальній декларації прав людини (ВДПЛ) 1948 року. Жоден із цих ранніх документів прямо не визнавав права людини на воду та санітарію. Кілька пізніших міжнародних конвенцій з прав людини, однак, мали положення, які прямо визнавали права на воду та санітарію.
- Конвенція про ліквідацію всіх форм дискримінації щодо жінок 1979 року (CEDAW) містить статтю 14.2, яка говорить, що «сторони вживають усіх належних заходів для ліквідації дискримінації щодо жінок у сільській місцевості, щоб забезпечити на основі рівності чоловіків і жінок, що вони беруть участь у розвитку сільської місцевості та отримують від нього користь і, зокрема, забезпечують жінкам право: … (h) користуватися належними умовами життя, особливо щодо житла, санітарії, електро- та водопостачання, транспорту та зв'язку».[17]
- Конвенція про права дитини (КПД) 1989 року містить статтю 24, яка передбачає, що «сторони визнають право дитини на найвищий досяжний рівень здоров'я та засоби для лікування хвороб і відновлення здоров'я … 2. Держави-учасниці прагнуть до повної реалізації цього права і, зокрема, вживають відповідних заходів… (c) Боротися з хворобами та недоїданням, у тому числі в рамках первинної медичної допомоги, шляхом, серед іншого… забезпечення достатньою поживною їжею. і чиста питна вода…»[18]
- Конвенція про права людей з інвалідністю (КПІ) 2006 року містить статтю 28(2)(а), яка вимагає, щоб «сторони визнавали право людей з інвалідністю на соціальний захист і користування цим правом без дискримінації на основі інвалідності та вживає відповідних заходів для захисту та сприяння реалізації цього права, включаючи заходи для забезпечення рівного доступу осіб з інвалідністю до послуг з чистої води, а також для забезпечення доступу до належних і доступних послуг, пристроїв та іншої допомоги для осіб, пов'язаних з інвалідністю. потреби».

«Міжнародний білль про права людини» — який включає Міжнародний пакт про громадянські та політичні права 1966 року (МПГПП); 1966: статті 11 і 12 Міжнародного пакту про економічні, соціальні та культурні права 1966 року (ICERS); і 1948: стаття 25 Загальної декларації прав людини (UDHR) задокументувала еволюцію права людини на воду та санітарію та інших прав, пов'язаних з водою, які мають бути визнані у всесвітньому декреті.
Науковці також звернули увагу на важливість можливого визнання ООН прав людини на воду та санітарію наприкінці ХХ століття. Дві ранні спроби визначити право людини на воду були зроблені професором права Стівеном Маккеффрі з Тихоокеанського університету в 1992 році та доктором Пітером Ґлейком у 1999 році. Маккеффрі заявив, що «таке право можна розглядати як невід'ємну частину права на їжу чи засоби до існування, права на здоров'я або, що є найголовнішим, права на життя. Ґлейк додав: „доступ до базової потреби у воді є фундаментальним правом людини, яке імпліцитно та явно підтримується міжнародним правом, деклараціями та практикою держав“.
Комітет ООН з економічних, соціальних і культурних прав (CESCR), який здійснює нагляд за дотриманням ICESCR, дійшов подібних висновків, що й ці вчені у Загальному коментарі 15 у 2002 році. Було встановлено, що право на воду неявно є частиною права на достатній рівень життя та пов'язане з правом на найвищий досяжний рівень здоров'я та правами на достатнє житло та достатнє харчування. Він визначає, що „Право людини на воду дає кожному право на достатню, безпечну, прийнятну, фізично доступну та доступну воду для особистого та домашнього використання. Необхідна достатня кількість безпечної води, щоб запобігти смерті від зневоднення, знизити ризик захворювань, пов'язаних з водою, і забезпечити споживання, приготування їжі, особисту та домашню гігієну“. Декілька країн погодилися та офіційно визнали право на воду частиною своїх договірних зобов'язань згідно з МПЕСКП (наприклад, Німеччина; Велика Британія; Нідерланди) після публікації Загального коментаря 15.
Наступний крок був зроблений у 2005 році колишньою Підкомісією ООН із заохочення та захисту прав людини, яка видала керівні принципи для надання допомоги урядам у досягненні та повазі права людини на воду та санітарію. Ці керівні принципи змусили у 2008 році Раду ООН з прав людини призначити Катаріну де Альбукерке незалежною експерткою з питань зобов'язань у сфері прав людини, пов'язаних із доступом до безпечної питної води та санітарії. У 2009 році вона написала детальну доповідь, у якій окреслила зобов'язання прав людини щодо санітарії, і CESCR відповів, заявивши, що санітарія має бути визнана всіма державами.
Після інтенсивних переговорів 122 країни офіційно визнали „Право людини на воду та санітарію“ в резолюції 64/292 Генеральної Асамблеї від 28 липня 2010 року. Вона визнала право кожної людини мати доступ до достатньої кількості води для особистих і домашніх потреб (від 50 до 100 літрів води на людину на день), яка повинна бути безпечною, прийнятною та доступною (витрати на воду не повинні перевищувати 3 % від дохід домогосподарства) і фізично доступний (джерело води має бути в межах 1000 метрів від будинку, а час збору не повинен перевищувати 30 хвилин). Генеральна Асамблея проголосила, що чиста питна вода є «важливою для повноцінного життя та всіх інших прав людини». У вересні 2010 року Рада ООН з прав людини ухвалила резолюцію, в якій визнала, що право людини на воду та санітарію є частиною права на достатній рівень життя.
Мандат Катаріни де Альбукерке як «Незалежної експертки з питань зобов'язань щодо прав людини, пов'язаних із доступом до безпечної питної води та санітарії» було продовжено та перейменовано на «Спеціальну доповідачку з питань права людини на безпечну питну воду та санітарію» після резолюцій у 2010 рік. Через свої доповіді Раді з прав людини та Генеральній Асамблеї ООН вона продовжувала роз'яснювати обсяг і зміст права людини на воду та санітарію. Як спеціальна доповідачка вона розглядала такі питання, як: зобов'язання з прав людини, пов'язані з наданням недержавними послугами у сфері водопостачання та санітарії (2010); Фінансування реалізації прав на воду та санітарію (2011); Управління стічними водами в реалізації прав на воду та санітарію (2013); та Стійкість і відсутність регресу в реалізації прав на воду та санітарію (2013). У 2014 році другим спеціальним доповідачем з прав людини на безпечну питну воду та санітарію був призначений Лео Геллер.
Подальші резолюції розширили мандат Спеціального доповідача та визначили роль кожної держави у дотриманні цих прав. Остання резолюція Генеральної Асамблеї 7/169 від 2015 року була названа декларацією «Права людини на безпечну питну воду та санітарію». Вона визнавала різницю між правом на воду та правом на санітарію. Це рішення було прийнято через занепокоєння тим, що право на санітарію ігнорується порівняно з правом на воду.

## Міжнародна юриспруденція

### Міжамериканський суд з прав людини
Право на воду розглядалося у справі Міжамериканського суду з прав людини Sawhoyamaxa Indigenous Community v. Парагвай. Проблеми стосувалися того, що штати не визнавали прав власності корінних громад на землі предків. У 1991 році держава виселила корінну громаду Саухоямакса з землі, що призвело до втрати ними доступу до основних послуг, таких як вода, їжа, навчання та медичні послуги. Це підпадає під дію Американської конвенції з прав людини; посягання на право на життя. Вода входить до цього права як частина доступу до землі. Суди вимагали повернути землі, надати компенсацію та реалізувати основні товари та послуги, поки громада перебувала в процесі повернення своїх земель.

### Міжнародний центр з вирішення інвестиційних спорів
Наступні справи від Міжнародного центру врегулювання інвестиційних суперечок (ICSID) стосуються контрактів, укладених між урядами та корпораціями щодо обслуговування водних шляхів. Хоча справи стосуються питань інвестицій, коментатори відзначають, що непрямий вплив права на воду на вироки є значним. Дані Світового банку показують, що приватизація води різко зросла, починаючи з 1990-х років, і значне зростання приватизації тривало в 2000-х роках.

#### Azurix Corp протиАргентини
Першою помітною справою щодо права на воду в ICSID є справа Azurix Corp проти Аргентини. Суперечка виникла між Аргентинською Республікою та корпорацією Azurix щодо розбіжностей, що випливають із 30-річного контракту між сторонами на управління водопостачанням різних провінцій. Під час арбітражного розгляду питання про компенсацію неявно розглядається питання щодо права на воду, де було встановлено, що Azurix має право на справедливе повернення ринкової вартості інвестицій. Це було скоріше, ніж запитані 438,6 мільйона доларів США, посилаючись на те, що розумний бізнесмен не міг розраховувати на таку віддачу, враховуючи межі підвищення цін на воду та покращення, які будуть потрібні для забезпечення добре функціонуючої системи чистого водопостачання.

#### Biwater Gauff Ltd протиТанзанії
По-друге, подібна справа, з якою зіткнувся ICSID, це Biwater Gauff Ltd проти Танзанії. Це знову був випадок приватної водопровідної компанії в контрактній суперечці з урядом, цього разу Об'єднаної Республіки Танзанія. Цей контракт стосувався експлуатації та управління системою водопостачання Дар-ес-Салама. У травні 2005 року уряд Танзанії припинив дію контракту з компанією Biwater Gauff через її нібито невиконання гарантій виконання. У липні 2008 року Трибунал виніс рішення по справі, заявивши, що уряд Танзанії порушив угоду з Biwater Gauff. Однак він не присудив Biwater грошову компенсацію, визнаючи, що суспільні інтереси були головними у суперечці.

## Право на воду у національному праві
Без існування міжнародного органу, який міг би забезпечити його виконання, право людини на воду залежить від діяльності національних судів. Основу для цього було створено шляхом конституціоналізації економічних, соціальних і культурних прав (ЕСКП) одним із двох засобів: як «директивні принципи», які є цілями і часто не підлягають судовому розгляду; або як чітко захищені та реалізовані через суд.

### Південна Африка

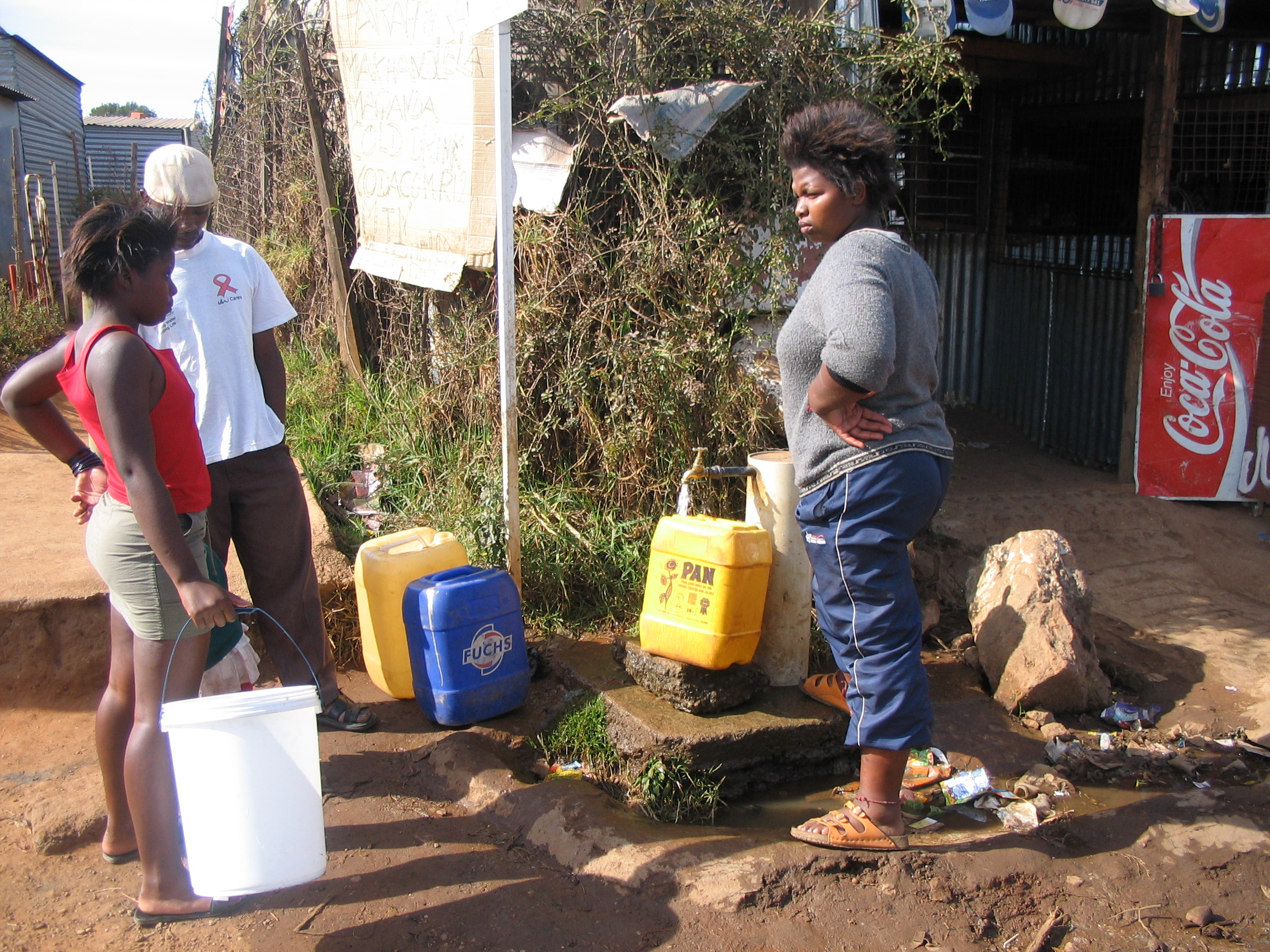
Зображення групи людей, які збираються біля спільного крана в Йоганнесбурзі, Південна Африка.

У Південній Африці право на воду закріплено в конституції та реалізується звичайними законами. Це свідчить про незначну модифікацію другого способу конституціоналізації, який називають «моделлю субсидіарного законодавства». Це означає, що значна частина змісту та реалізації права здійснюється звичайним національним законом, який має певну конституційну силу.

#### Мешканці Bon Vista Mansions протиПівденної столичної місцевої ради
Першою помітною справою, в якій суди зробили це, була Residents of Bon Vista Mansions проти Південної столичної місцевої ради. Позов подали мешканці багатоквартирного будинку (Bon Vista Mansions) після відключення водопостачання місцевою радою через несплату плати за воду. Суд постановив, що згідно з Конституцією Південної Африки, згідно з конституцією, усі люди повинні мати доступ до води як право.
Подальше обґрунтування рішення ґрунтувалося на Загальному коментарі 12 щодо права на їжу, зробленому Комітетом ООН з економічних, соціальних і культурних прав, який покладає на сторони угоди зобов'язання дотримуватися та поважати вже існуючий доступ до достатнього харчування, не впроваджуючи будь-які заходи посягання.
Суд визнав, що припинення існуючого джерела води, яке не відповідало «справедливим і розумним» вимогам Закону про водопостачання Південної Африки, було незаконним. Важливо зазначити, що рішення передує прийняттю Зауваження загального порядку ООН № 15.

#### Мазібуко протиМіста Йоганнесбурга
Кількість води, яку необхідно надати, додатково обговорювалася у справі Mazibuko проти Міста Йоганнесбурга. Справа оберталася навколо розподілу води по трубах до Фірі, одного з найстаріших районів Соуето. Ця справа стосувалася двох основних питань: чи суперечила політика міста щодо безкоштовного постачання основної води, тобто 6 кілолітрів на місяць кожному власнику рахунку в місті, розділу 27 Конституції Південної Африки або розділу 11 Водопостачання діяти. Друге питання полягає в тому, чи законним було встановлення передоплачених лічильників води. У Високому суді було встановлено, що підзаконні акти міста не передбачають встановлення лічильників і що їх встановлення було незаконним. Крім того, оскільки лічильники припинили подачу води до помешкання після того, як закінчилося безкоштовне водопостачання, це було визнано незаконним припиненням водопостачання. Суд постановив, що жителі Фірі повинні забезпечуватися безкоштовним базовим запасом води в обсязі 50 літрів на людину на день. Робота Центру прикладних юридичних досліджень (CALS) Університету Вітватерсранда в Йоганнесбурзі, Південна Африка, і Тихоокеанського інституту в Окленді, Каліфорнія, розділили нагороду BENNY Network Ethics Network 2008 за роботу над цією справою. Тихоокеанський інститут надав юридичні свідчення, засновані на роботі д-ра Пітера Глейка, де визначено право людини на воду та визначено основні потреби людини у воді.
Великі респонденти передали справу до Верховного апеляційного суду (SCA), який постановив, що водну політику міста було сформульовано на основі суттєвої помилки законодавства щодо зобов'язання міста забезпечити мінімальний набір у національному стандарті Південної Африки, тому його було відкладено. Суд також постановив, що кількість для гідного людського існування відповідно до розділу 27 конституції фактично становила 42 літри на людину на день, а не 50 літрів на людину на день. ДКА визнала встановлення лічильників води незаконним, але призупинила виконання розпорядження на два роки, щоб дати місту можливість виправити ситуацію.
Питання пішли далі до Конституційного суду, який постановив, що обов'язок, встановлений конституцією, вимагає від держави вживати розумних законодавчих та інших заходів поступово для реалізації права на доступ до води в межах наявних ресурсів. Конституційний суд також постановив, що законодавчі та виконавчі органи влади повинні діяти в межах своїх бюджетів і що ретельний контроль за їхніми програмами є питанням демократичної підзвітності. Таким чином, мінімальний зміст, встановлений положенням 3(b), є конституційним, що змушує органи відхилятися вгору, і, крім того, суд недоцільно визначати досягнення будь-яких соціальних та економічних прав, які уряд вжив для реалізації. Натомість суди зосередили своє розслідування на тому, чи є кроки, вжиті урядом, розумними, і чи уряд піддає свою політику регулярному перегляду. Рішення було піддано критиці за використання «невиправдано обмежувальної концепції судової поваги».

### Індія
Дві найвідоміші справи в Індії щодо права на воду показують, що, хоча це прямо не захищено в Конституції Індії, суди витлумачили, що право на життя включає право на безпечну та достатню кількість води.

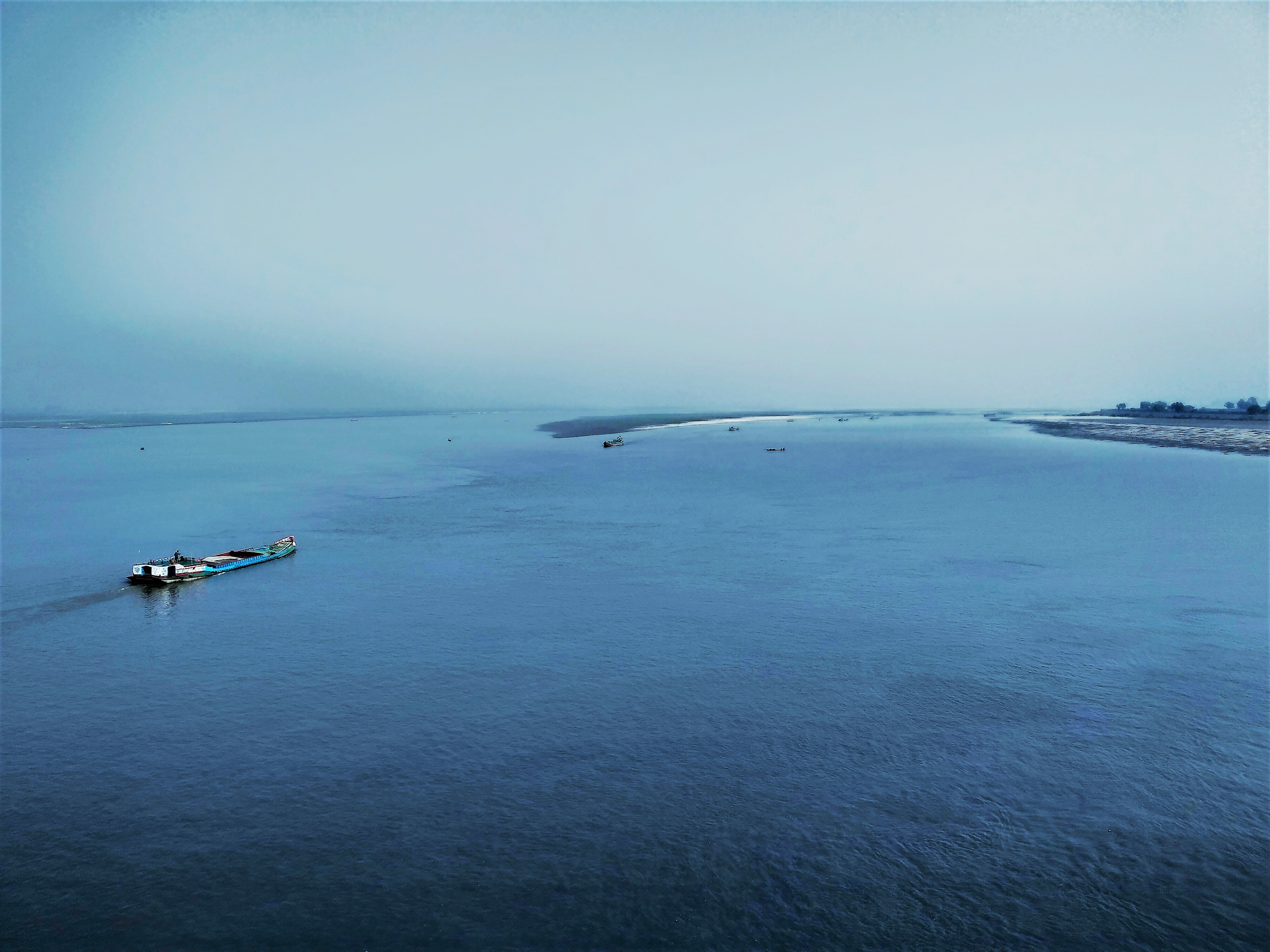
Зображення річки Джамуна, річки, яку використовували штат Хар'яна та місто Делі.

#### Delhi Water Supply проти Штату Хар'яна
Тут виникла суперечка щодо використання води через те, що штат Хар'яна використовував річку Джамуна для зрошення, а жителям Делі вона потрібна була для пиття. Було обґрунтовано, що домашнє використання має перевагу над комерційним використанням води, і суд постановив, що Хар'яна повинна дозволити достатньо води потрапити до Делі для споживання та домашнього використання.

#### Субхаш Кумар протиШтату Біхар
Також варто відзначити справу Subhash Kumar проти Штату Біхар, де було подано петицію проти скидання осаду з мийних заводів у річку Бокаро через судовий процес у суспільних інтересах. Суди встановили, що право на життя, захищене статтею 21 Конституції Індії, включає право користуватися чистою водою. Справа не була задоволена фактами, і було постановлено, що петицію було подано не в суспільних інтересах, а в особистих інтересах заявника, і тому продовження судового розгляду означало б зловживання процесом.

#### Всесвітній день прав на воду
Вода необхідна для існування живих істот, у тому числі людини. Тому доступ до чистої та достатньої кількості води є невід'ємним правом людини. Таким чином, Eco Needs Foundation (ENF) вважає за необхідне визнати право на воду (із забезпеченою мінімальною кількістю води на душу населення) через відповідне виражене правове положення. Організація Об'єднаних Націй своїми кількома угодами зобов'язала всі країни забезпечити справедливий розподіл води між усіма громадянами. Відповідно, ENF почав спостерігати та сприяти святкуванню Всесвітнього дня прав на воду 20 березня, дати, коли доктор Бабасахеб Амбедкар («батько сучасної Індії») провів першу в світі сатьяграху для води в 1927 році. Всесвітній день права на воду закликає до прийняття спеціального законодавства, яке встановлює загальне право на воду. Під керівництвом засновника доктора Пріянанда Агале ENF організовує низку програм для забезпечення права громадян Індії на воду.

### Нова Зеландія
У Новій Зеландії наразі ESCR не захищені ні Законом про права людини, ні Біллем про права, тому право на воду там не захищено законом. Товариство юристів Нової Зеландії нещодавно зазначило, що ця країна приділятиме подальшу увагу правовому статусу економічних, соціальних і культурних прав.

### Сполучені Штати
У Pilchen проти міста Оберн, штат Нью-Йорк, мати-одиначка на ім'я Даян Пілчен жила як орендарка у вилученому будинку, в якому власник (орендоздавець) будинку деякий час не сплачував рахунок за воду. Міська влада Оберна виставляла Пілчен рахунок за заборгованість орендодавця та неодноразово відключала їй водопостачання без попередження, коли вона не могла сплатити ці борги, що робило будинок непридатним для проживання. Місто відсудило будинок і змусило Пільхен і її дитину виїхати. У позові Пілчена представляв громадський проєкт права Нью-Йорка (PULP). Місто Оберн безуспішно намагалося стверджувати, що вода не є конституційним правом, оскільки замість неї можна використовувати бутильовану воду, аргумент, який PULP заперечив як абсурдний. У 2010 році Пілчен виграла рішення у спрощеному порядку, в якому було встановлено, що відключення води порушило її конституційні права, і що Пілчен не може бути виставлено рахунок і не може мати воду через затримки непов'язаної сторони в оплаті рахунків за воду.

#### Standing Rock Sioux Tribe проти Інженерного корпусу армії США

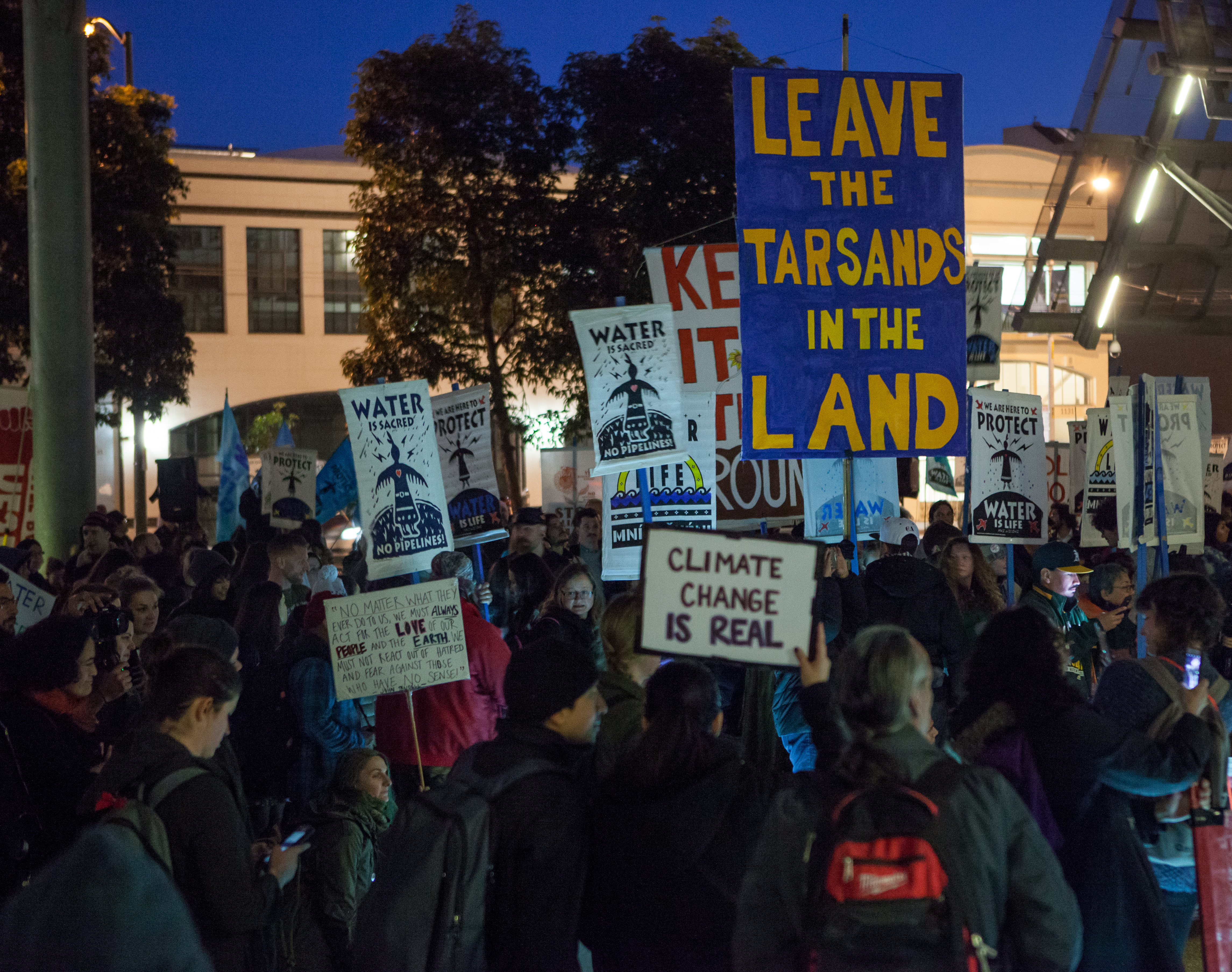
Люди протестують проти будівництва трубопроводу доступу до Дакоти

У 2016 році відбулася відома справа під назвою Standing Rock Sioux Tribe проти Інженерного корпусу армії США, де плем'я сіу кинуло виклик будівництву трубопроводу до Дакоти (DAPL). Цей трубопровід сирої нафти проходить через чотири штати, включаючи початок у Північній Дакоті, потім проходить через Південну Дакоту та Айову та закінчується в Іллінойсі. Заповідник Стендін Рок розташований поблизу кордону Північної та Південної Дакоти, а трубопровід побудований у півмилі від нього. Оскільки трубопровід був побудований поблизу резервації, плем'я боялося, що історичне та культурне значення озера Оахе буде порушено, хоча трубопровід не проходить безпосередньо через озеро. Озеро Оахе забезпечує основні потреби у воді для племені Сіу, такі як питна вода та санітарія. Будівництво нафтопроводу означає підвищений ризик витоку нафти в озеро Оахе, що викликало стурбованість племені. Плем'я Сіу подало до суду на компанію DAPL, оскільки вони вважали, що будівництво трубопроводу порушує Закон про національну екологічну політику та Закон про збереження національної історії. Після засідання 2016 року суд не зміг дійти висновку, тому суд вирішив провести додаткові засідання. Після 5 брифінгів у 2017 році та 1 брифінгу у 2018 році суд дозволив будівництво трубопроводу, але плем'я Standing Rock продовжує боротися за те, щоб трубопровід було видалено.

### Австралія
Увага в Австралії зосереджена на правах корінних жителів Австралії на воду та санітарію. Історія колоніалізму поселенців затьмарює сьогоднішнє державне управління, яке регулює використання води корінними жителями Австралії. Є багато урядових угод, але більшість із них неповні, щоб повністю вплинути на право корінного населення на воду та санітарію. У справі Мабо проти Квінсленда, 1992 р., права корінних жителів були вперше юридично визнані. Корінні жителі Австралії часто заявляють про культурні зв'язки з землею. Незважаючи на те, що «культура» була визнана в суді так само, як і земельні ресурси, культурна та духовна цінність аборигенів для водойми нечітка. Вивести свої культурні та духовні цінності в правову сферу складно, але необхідно. Поки що прогресу практично немає.
Водний закон Австралії в основному передбачає використання поверхневих вод для громадян, які можуть використовувати поверхневі води, але не можуть володіти ними. Проте в конституції немає опису внутрішніх і прибережних вод. Таким чином, сфера прав на внутрішні/прибережні води є основними повноваженнями держави. Уряд Австралії отримує владу над водними ресурсами, запозичуючи допомогу зовнішніх зв'язків, у тому числі Грантової влади, торгівлі та комерції.
У 2000 році Федеральний суд уклав угоду, яка дозволяла корінним землевласникам брати воду для традиційних потреб. Однак використання обмежується традиційними цілями, які не включають зрошення як традиційну практику.
У червні 2004 року CoAC уклав міжурядову угоду щодо Національної водної ініціативи (NWI), сприяючи визнанню права корінних народів на воду. Однак NWI не стурбований загалом складною історією колоніалізму поселенців, який систематично створював нерівномірний розподіл води. Корінне населення Австралії постійно домагається права на воду.

## Дискусії

### Транскордонні ефекти

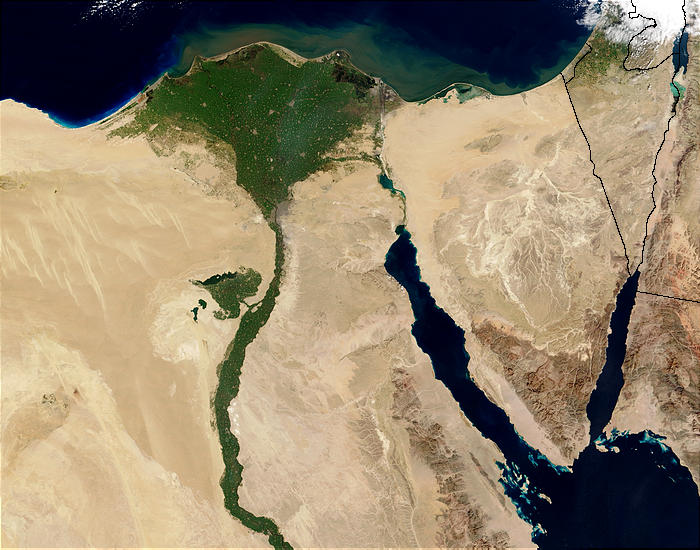
Захід Ефіопії щодо заповнення водосховища Великої ефіопської греблі Ренесанс може зменшити потоки Нілу на 25 % і спустошити єгипетські сільськогосподарські угіддя.

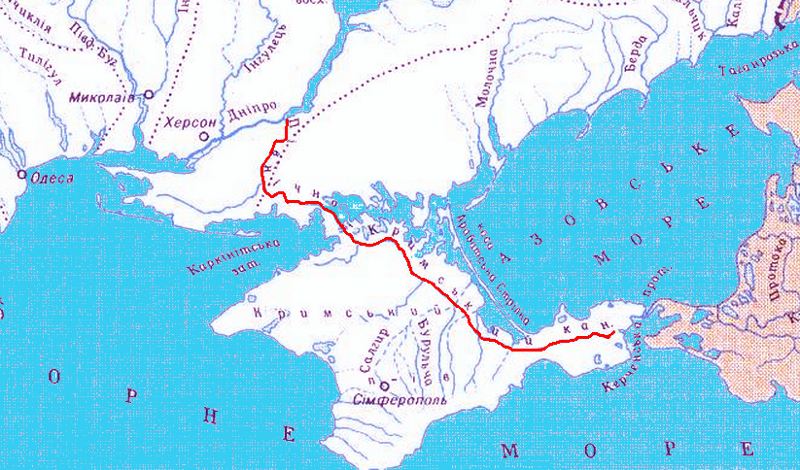
Після анексії Криму Росією Україна перекрила Північно-Кримський канал, який забезпечував 85 % прісної води в Криму.

Враховуючи той факт, що доступ до води є транскордонним джерелом занепокоєння та потенційного конфлікту на Близькому Сході, у Південній Азії, у Східному Середземномор'ї та частинах Північної Америки, зокрема, деякі неурядові організації (НУО) та вчені стверджують, що право на воду також має транснаціональний або екстериторіальний аспект. Вони стверджують, що, враховуючи той факт, що джерела води природним чином перекриваються та перетинають кордони, держави також мають юридичне зобов'язання не діяти таким чином, що може негативно вплинути на здійснення прав людини в інших державах. Офіційне визнання цього юридичного зобов'язання могло б запобігти негативним наслідкам глобальної «кризи води» (як майбутньої загрози та одного негативного результату перенаселення людини). Дефіцит води та збільшення споживання прісної води роблять це право неймовірно складним. Оскільки населення світу швидко зростає, дефіцит прісної води спричинить багато проблем. Дефіцит води ставить питання про те, чи слід транспортувати воду з однієї країни в іншу.

#### Водна суперечка між Індією та Пакистаном
На водну суперечку між Індією та Пакистаном впливає дефіцит води в регіоні Південної Азії. Між двома країнами вже існує угода, відома як Договір про води Інду. Договір був укладений для обмеження конфлікту між Індією та Пакистаном щодо використання басейну Інду та розподілу водопостачання для обох країн після здобуття країнами незалежності. Однак з цього приводу виникли розбіжності. Відповідно до договору, Індії дозволено використовувати західний річковий басейн для зрошення та неспоживчих цілей, тоді як Пакистан має більшу частину контролю над басейном. Однак Пакистан висловив стурбованість тим, що будівництво Індії на річках може призвести до серйозного дефіциту води в Пакистані. Крім того, Пакистан озвучив, що дамби, побудовані Індією для неспоживчих цілей, можуть бути використані для перенаправлення потоку води та порушення водопостачання Пакистану. Крім того, договір стосується річок, що беруть початок з Джамму і Кашміру, які були виключені з-під контролю над своїми водоймами.

### Комерціалізація води проти забезпечення державою
Існують суперечки щодо того, чия, якщо хтось, відповідає за забезпечення права людини на воду та санітарію. Часто з такого дискурсу випливають дві школи: держава зобов'язана забезпечити людям доступ до чистої води, а не приватизація розподілу та каналізації.
Комерціалізація води пропонується як відповідь на дефіцит води, який зріс через потроєння населення світу, а попит на воду зріс у шість разів. Ринковий екологізм використовує ринки як рішення екологічних проблем, таких як погіршення навколишнього середовища та неефективне використання ресурсів. Прихильники ринкового екологізму вважають, що управління водою як економічним благом приватними компаніями буде ефективнішим, ніж уряд, що забезпечує своїх громадян водними ресурсами. Такі прихильники стверджують, що державні витрати на розвиток інфраструктури для розподілу водних ресурсів не варті граничних переваг водопостачання, таким чином вважаючи державу неефективним постачальником води. Крім того, стверджується, що коммодіфікація води веде до більш сталого управління водними ресурсами завдяки економічним стимулам для споживачів використовувати воду більш ефективно.
Противники вважають, що наслідок того, що вода є правом людини, виключає участь приватного сектору та вимагає, щоб вода надавалася всім людям, оскільки вона є важливою для життя. Доступ до води як право людини використовується деякими НУО як засіб боротьби з приватизацією. Право людини на воду «загалом ґрунтується на двох обґрунтуваннях: незамінність питної води („необхідна для життя“) і той факт, що багато інших прав людини, які прямо визнаються в Конвенціях ООН, ґрунтуються на (припускається) наявність води (наприклад, право на їжу)».

## Організації
Організації, які займаються правами на воду та санітарію, перераховані нижче.

### Організації ООН
- УВКПЛ (Управління Верховного комісара ООН з прав людини)
- ПРООН
- ЮНІСЕФ
- Санітарія та вода для всіх

### Органи державного співробітництва
- DFID (Агентство зі співробітництва Великобританії)
- GIZ (Німецька корпорація міжнародного співробітництва)
- SDC (Швейцарське агентство розвитку та співробітництва)[85]
- EPA (Агентство з охорони навколишнього середовища США)[86]

### Міжнародні неурядові організації та мережі
- Акція проти голоду (ACF)
- Кров: Вода[87]
- Центр водної безпеки та співробітництва[88]
- Freshwater Action Network (FAN)[89]
- Чиста вода для світу[90]
- Проєкт Право на воду DigDeep[91]
- Тихоокеанський інститут[92]
- Водний проект[93]
- Транснаціональний інститут з проектом Water Justice[94]
- UUSC[95]
- WaterAid
- WaterLex (припинено в 2020 році)[96]
- PeaceJam